# Giải thưởng Ho-Am
Giải thưởng Ho-Am là giải thưởng hằng năm Hàn Quốc trao "trong/ngoài nước Hàn Quốc người có những đóng góp xuất sắc cho sự phát triển khoa học, văn hóa và lợi ích của nhân loại," thường được xem là Giải Nobel Hàn Quốc.
Giải thưởng được bắt đầu từ 1991, nó được thành lập bởi Samsung và sau đó được đặt tên theo cựu chủ tịch của họ, Lee Byung-chull (Ho-Am là bút danh của ông có nghĩa là lấp đầy không gian bằng nước sạch như một cái hồ, và không thể lay chuyển nó như một tảng đá lớn).
Giải thưởng bao gồm huy chương vàng 6 oz, một bằng công nhân, và 300 triệu won Hàn Quốc (xấp xỉ $265.000 đô la Mỹ).
Giải thưởng được trao trong lĩnh vực:
- Giải thưởng Ho-Am về khoa học
- Giải thưởng Ho-Am về kỹ thuật
- Giải thưởng Ho-Am về y học
- Giải thưởng Ho-Am về nghệ thuật
- Giải thưởng Ho-Am về dịch vụ cộng đồng

Ngoài ra, Giải thưởng Ho-Am về truyền thông đại chúng được trao từ 1991 đến 1996.

## Liên kết
- Ho-Am Prize official site
- Ho-Am Prize winners